# 思い出す度 愛おしくなる
「思い出す度 愛おしくなる」（おもいだすたび いとおしくなる）は、稲垣潤一が、辛島美登里とのデュエットにより稲垣潤一&辛島美登里名義でリリースした49枚目のシングル。規格品番：UICZ-5051。

## 解説
稲垣デュエット曲シングル第3弾。初のオリジナル作品でのシングル曲（前2作は自身の曲を含めたカヴァー）。作家陣は「クリスマスキャロルの頃には」と同じ秋元康、三井誠。カップリング曲には、アルバム『男と女 -TWO HEARTS TWO VOICES-』収録曲で辛島とのデュエット曲「PIECE OF MY WISH」。TBS系「ひるおび!」2011年3月度テーマ。

## 収録曲
1. 思い出す度 愛おしくなる （稲垣潤一 & 辛島美登里）
  - 作詞：秋元康、作曲：三井誠、編曲：鳥山雄司
2. PIECE OF MY WISH  （稲垣潤一 duet with 辛島美登里）
  - 作詞：岩里祐穂、作曲：上田知華、編曲：清水信之
3. 思い出す度 愛おしくなる （オリジナル・カラオケ）
  - 作詞：秋元康、作曲：三井誠、編曲：鳥山雄司
4. PIECE OF MY WISH （オリジナル・カラオケ）
  - 作詞：岩里祐穂、作曲：上田知華、編曲：清水信之